# Зеринг, Макс
Макс Зеринг (нем. Max Sering; 18 января 1857, Барби — 12 ноября 1939, Берлин) — немецкий экономист, преподаватель, специалист в области политической экономии и учёный-агроном.

## Биография
Макс Зеринг учился в университетах Страсбурга и Лейпцига. Был профессором университета в Бонне (1885), позже — профессором политической экономии в Берлинской сельскохозяйственной академии (1889-1925). Был сторонником мелкого крестьянского хозяйства, проводил свои идеи в правительственных органах. Значительна его роль в защите и проведении мероприятий в области внутренней колонизации, а также подготовке законодательства о крестьянскои единонаследии. Как знаток аграрного вопроса в 1883 Зеринг был командирован в Северную Америку для исследования её сельскохозяйственной конкуренции с Европой, и результатом этой поездки стал труд «Die landwirtschaftliche Konkurrenz Nordamerikas in Gegenwart und Zukunft. Landwirtschaft, Kolonisation und Verkehrswesen in der Vereinigten Staaten und Kanada» (Лейпциг, 1887).
Второй вице-президент Германского общества по изучению Восточной Европы (DGSO), директор берлинского отделения Немецкого исследовательского института сельского хозяйства и миграционной политики.
Считался знатоком русских аграрных отношений. Участвовал в научной поездке немецких учёных в 1912 г. с целью ознакомления с положением русской деревни после разрушения общины. 
Похоронен на кладбище при церкви Св. Анны в Берлине.

## Труды
- «Geschichte der preussisch-deutschen Eisenzölle» (Лейпциг, 1882)
- «Die innere Kolonisation im östlichen Deutschland» (Лейпциг, 1893);
- Издал XLVI т. «Schriften d. Vereines für Sozialpolitik: Arbeiterausschüsse in der deutschen Industrie» (Лейпциг, 1890);
- Аграрные кризисы. М.–Л.: Гос. изд., 1927. (Agrarkrisen und Agrarzölle. Berlin–Leipzig, 1925)